# Labastide-sur-Bésorgues

Labastide-sur-Bésorgues este o comună în departamentul Ardèche din sud-estul Franței. În 1 ianuarie 2022 avea o populație de 282 de locuitori.